# Lambeth North
Lambeth North è una stazione della metropolitana di Londra situata sulla linea Bakerloo.

## Storia
Progettata da Leslie Green, la stazione venne aperta dalla società Baker Street and Waterloo Railway il 10 marzo 1906, con il nome di Kennington Road. Fu il capolinea temporaneo fino al 5 agosto 1906, quando venne aperta la stazione di Elephant & Castle. Cambiò il nome in Westminster Bridge Road il 5 agosto 1906 e successivamente in Lambeth (North) il 15 aprile 1917. L'uso delle parentesi cadde in disuso intorno al 1928.
Alle 03:56 del 16 gennaio 1941, una bomba tedesca colpì un ostello al vicino n. 92 di Westminster Bridge Road. L'onda d'urto danneggiò gravemente il tunnel sotterraneo della stazione ferendo 20 persone che si erano riparate lì, una delle quali morì poi in ospedale 15 giorni dopo. La galleria subì fondamentali lavori di rifacimento mentre circa 30 m di marciapiede dovettero essere ricostruiti. Rimase chiusa al traffico per 95 giorni.
La stazione è rimasta chiusa per lavori fra il 9 novembre 1996 ed il 14 luglio 1997.
I due binari corrono in tunnel separati per le due direzioni di marcia. Esistono due ascensori ed una scala a chiocciola che collegano al piano stradale posto a circa 23 metri sopra la stazione.

## Strutture e impianti
La stazione di Lambeth North sorge all'incrocio tra Westminster Bridge Road e Baylis Road.
È compresa nella Travelcard Zone 1.

## Interscambi
Nelle vicinanze della stazione effettuano fermata numerose linee urbane automobilistiche, gestite da London Buses.
- Fermata autobus

## Galleria d'immagini

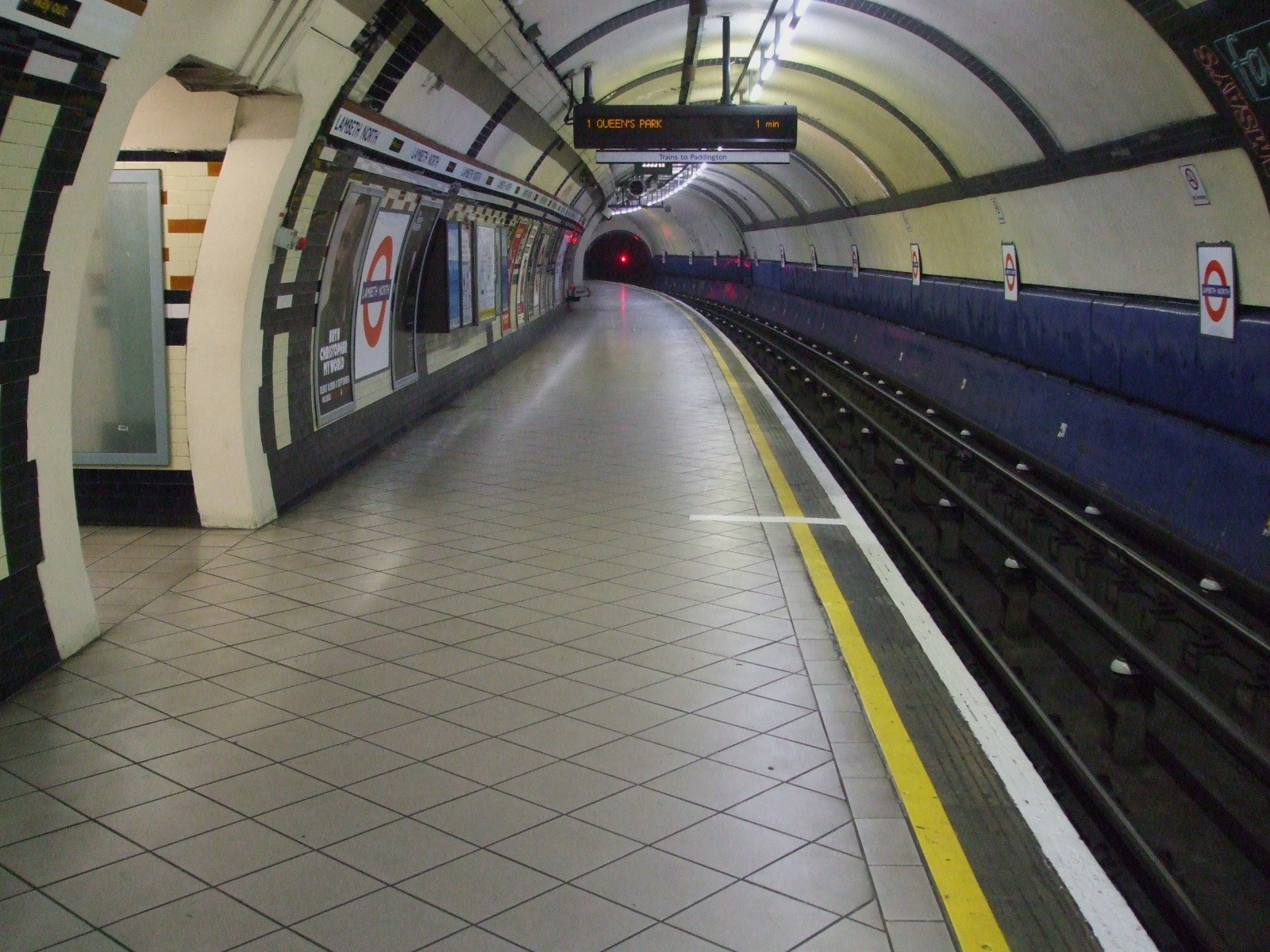
Piattaforma nord in direzione sud
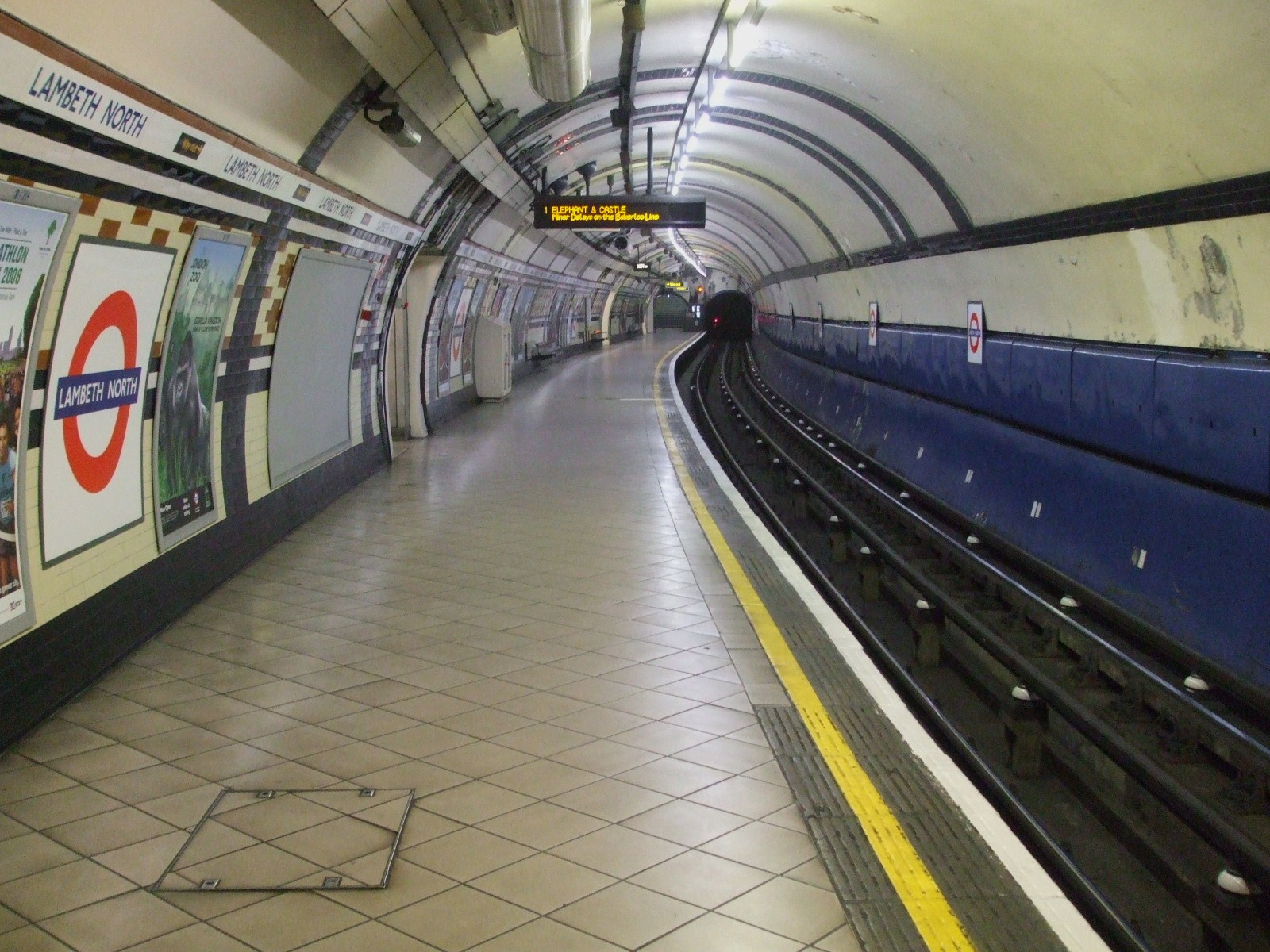
Piattaforma sud in direzione nord
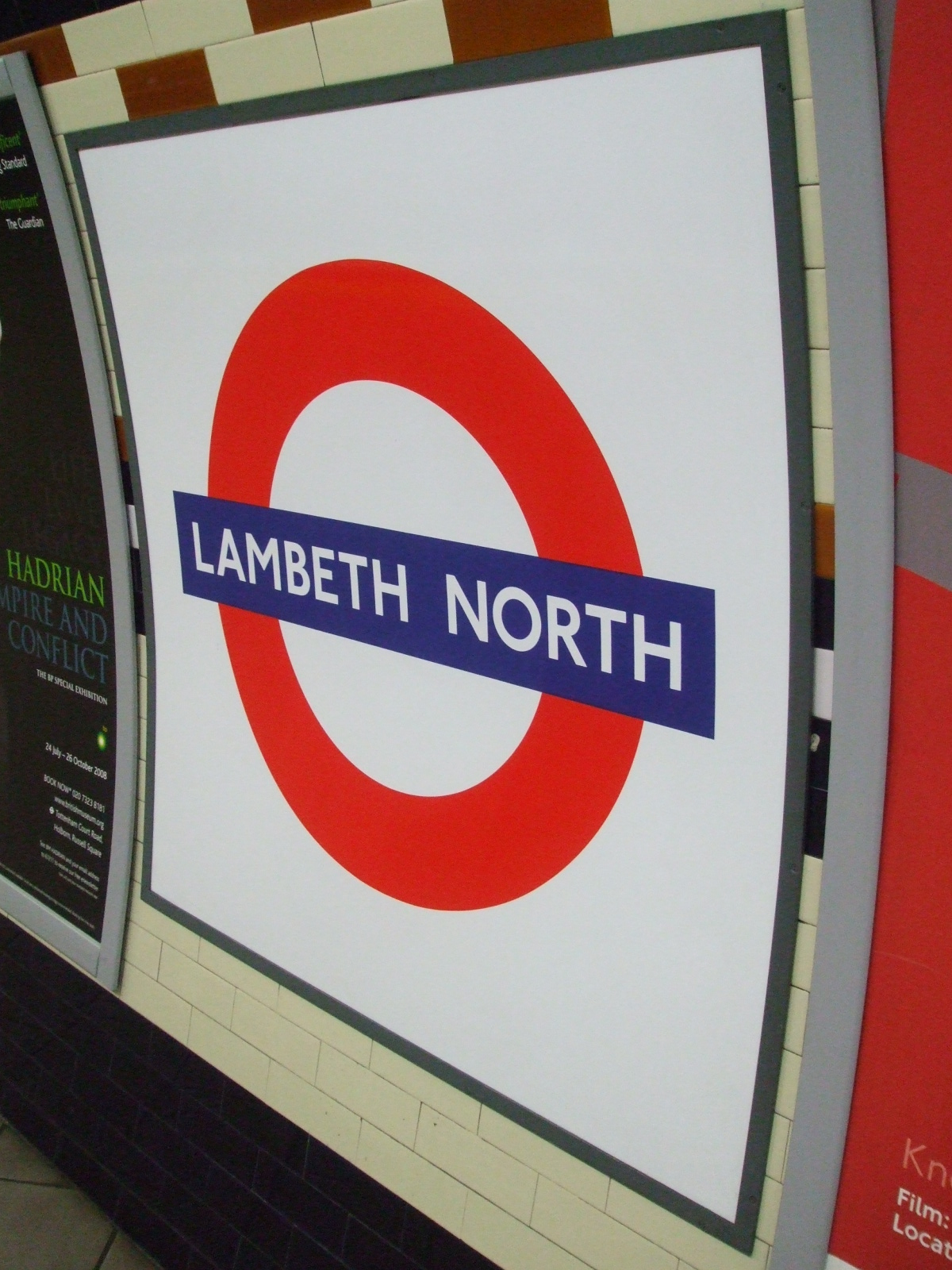
Logo della metropolitana di Londra
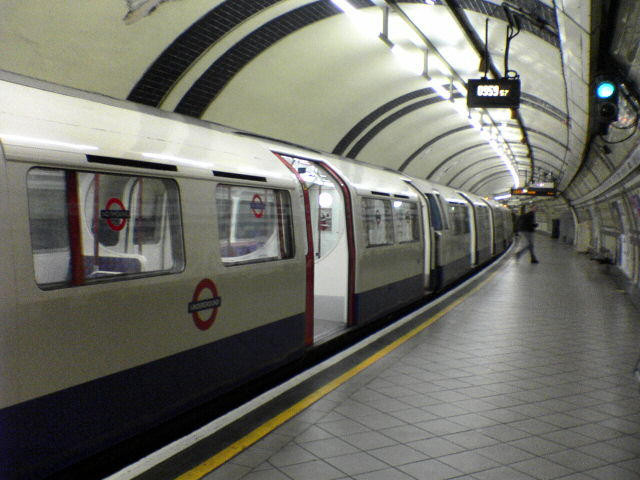
Treno in direzione sud alla stazione di Lambeth North